# Seznam přehradních nádrží v Moravskoslezském kraji
Seznam přehradních nádrží v Moravskoslezském kraji.
| Přehradní nádrž | Rozloha [ha] | Hloubka [m] | Objem [mil. m³] | Rok dokončení | Okres         | Odtékající řeka |
| --------------- | ------------ | ----------- | --------------- | ------------- | ------------- | --------------- |
| Slezská Harta   | 873,9        | 61          | 218,74          | 1997          | Bruntál       | Moravice        |
| Šance           | 337          | 62,5        | 61,75           | 1969          | Frýdek-Místek | Ostravice       |
| Kružberk        | 280          | 32          | 35,53           | 1955          | Opava         | Moravice        |
| Těrlicko        | 267,6        | 23          | 27,39           | 1964          | Karviná       | Stonávka        |
| Žermanice       | 247          | 28          | 25,027          | 1957          | Frýdek-Místek | Lučina          |
| Olešná          | 88           | ...         | 4,41            | 1964          | Frýdek-Místek | Olešná          |
| Morávka         | 69,9         | ...         | 11,95           | 1967          | Frýdek-Místek | Morávka         |
| Baška           | 33           | 6           | 1,08            | 1961          | Frýdek-Místek | Baštice         |
| Větřkovice      | 18,6         | ...         | 1,09            | 1976          | Nový Jičín    | Svěcený potok   |
| Lobník          | ...          | ...         | ...             | 1955          | Opava         | Lobník          |
| Kacabaja        | ...          | ...         | ...             | ...           | Nový Jičín    | Zrzávka         |
| Podhradí        | ...          | ...         | ...             | ...           | Opava         | Moravice        |
| Pocheň          | ...          | ...         | ...             | ...           | Opava         | Čižina          |
| Sedlinka        | ...          | ...         | ...             | ...           | Opava         | Sedlinka        |
| Stará Ves       | ...          | ...         | ...             | ...           | Nový Jičín    | Bílovka         |
| Štramberk       | ...          | ...         | ...             | ...           | Nový Jičín    | Sedlnice        |